# Riedelia sessilanthera
Riedelia sessilanthera är en enhjärtbladig växtart som beskrevs av Theodoric Valeton. Riedelia sessilanthera ingår i släktet Riedelia och familjen Zingiberaceae. Inga underarter finns listade i Catalogue of Life.